# Då lyser en sol

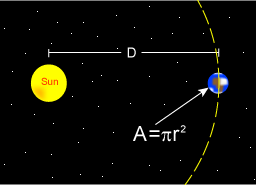
Solen och Jorden.

Då lyser en sol är en balladlåt skriven av Lasse Holm och ursprungligen inspelad av Elisabeth Andreasson på studioalbumet Angel of the Morning 1981. Sångtexten handlar ur astronomiskt perspektiv om solen och dess betydelse för livet på jorden. Sångtexten beskriver även hur det blir skymning och natten kommer till staden. Men det är också en kärlekssång som handlar om att göra sin käresta glad. Sången har senare sjungits av flera artister, ibland med något ändrad text.
Till exempel spelades låten in av Leif Bloms 1983 på Leif Bloms jubileumsalbum 25 år  samt Streaplers på albumet En så'n natt 
Trygve Hoff skrev en text på norska: Det skal lyse en sol, som Sissel Kyrkjebø spelade in på sitt debutalbum Sissel 1986. Sissel Kyrkjebø spelade också in låten på svenska, och den låg då på Svensktoppen i 17 omgångar under perioden 8 november 1987 -6 mars 1988 , med fjärdeplats som bästa resultat där.

### Fotnoter
1. ↑  Information i Svensk mediedatabas.
2. ↑  Information i Svensk mediedatabas.
3. ↑  Svensktoppen - 1987
4. ↑  Svensktoppen - 1988